# Curcy-sur-Orne
Curcy-sur-Orne és un municipi francès situat al departament de Calvados i a la regió de Normandia. L'any 2007 tenia 410 habitants.

## Demografia

### Població
El 2007 la població de fet de Curcy-sur-Orne era de 410 persones. Hi havia 156 famílies de les quals 32 eren unipersonals (12 homes vivint sols i 20 dones vivint soles), 36 parelles sense fills, 68 parelles amb fills i 20 famílies monoparentals amb fills.
La població ha evolucionat segons el següent gràfic:
Habitants censats

### Habitatges
El 2007 hi havia 177 habitatges, 158 eren l'habitatge principal de la família, 16 eren segones residències i 3 estaven desocupats. 170 eren cases i 6 eren apartaments. Dels 158 habitatges principals, 132 estaven ocupats pels seus propietaris, 21 estaven llogats i ocupats pels llogaters i 5 estaven cedits a títol gratuït; 10 tenien dues cambres, 16 en tenien tres, 39 en tenien quatre i 93 en tenien cinc o més. 138 habitatges disposaven pel capbaix d'una plaça de pàrquing. A 58 habitatges hi havia un automòbil i a 91 n'hi havia dos o més.

### Piràmide de població
La piràmide de població per edats i sexe el 2009 era:
| Homes | Edats   | Dones |
| ----- | ------- | ----- |
| 0     | 95 o +  | 0     |
| 0     | 90 a 94 | 0     |
| 0     | 85 a 89 | 4     |
| 0     | 80 a 84 | 0     |
| 0     | 75 a 79 | 8     |
| 8     | 70 a 74 | 8     |
| 8     | 65 a 69 | 4     |
| 8     | 60 a 64 | 12    |
| 12    | 55 a 59 | 8     |
| 16    | 50 a 54 | 16    |
| 20    | 45 a 49 | 12    |
| 12    | 40 a 44 | 16    |
| 16    | 35 a 39 | 16    |
| 12    | 30 a 34 | 20    |
| 8     | 25 a 29 | 0     |
| 8     | 20 a 24 | 12    |
| 12    | 15 a 19 | 20    |
| 16    | 10 a 14 | 20    |
| 20    | 5 a 9   | 8     |
| 28    | 0 a 4   | 0     |

## Economia
El 2007 la població en edat de treballar era de 285 persones, 225 eren actives i 60 eren inactives. De les 225 persones actives 205 estaven ocupades (109 homes i 96 dones) i 20 estaven aturades (7 homes i 13 dones). De les 60 persones inactives 19 estaven jubilades, 25 estaven estudiant i 16 estaven classificades com a «altres inactius».

### Ingressos
El 2009 a Curcy-sur-Orne hi havia 161 unitats fiscals que integraven 452 persones, la mediana anual d'ingressos fiscals per persona era de 17.017,5 €.

### Activitats econòmiques
Dels 9 establiments que hi havia el 2007, 1 era d'una empresa de fabricació d'altres productes industrials, 4 d'empreses de construcció, 2 d'empreses de comerç i reparació d'automòbils, 1 d'una empresa immobiliària i 1 d'una empresa classificada com a «altres activitats de serveis».
Dels 3 establiments de servei als particulars que hi havia el 2009, 1 era un paleta, 1 lampisteria i 1 electricista.
Dels 2 establiments comercials que hi havia el 2009, 1 era una fleca i 1 una botiga de roba.
L'any 2000 a Curcy-sur-Orne hi havia 21 explotacions agrícoles que ocupaven un total de 871 hectàrees.

## Poblacions més properes
El següent diagrama mostra les poblacions més properes.